# Isabela Marshalová
Isabela Marshalová (9. října 1200, hrad Pembroke – 17. ledna 1240, hrad Berkhamsted) byla středověkou anglickou hraběnkou. Jejím prvním manželem byl Gilbert z Clare, 5. hrabě z Gloucesteru a druhým Richard Cornwallský, syn anglického krále Jana. S prvním manželem byli praprarodiči skotského krále Roberta Bruce.

## Původ a rodina
Isabela se narodila na hradě Pembroke jako sedmé dítě a druhá dcera Viléma Maréchala, 1. hraběte z Pembroke, a jeho manželky Isabely z Clare. Měla devět sourozenců: 4 sestry a 5 bratrů, z nichž se všichni postupně stali hrabaty z Pembroke (Vilém, Richard, Gilbert, Walter a Ansel); všichni bratři zemřeli bez manželských mužských potomků a rozsáhlý rodinný majetek byl rozdělen mezi pět sester a jejich potomky, hrabství z Pembroke se však vrátilo koruně. Isabeliny sestry se provdaly za hrabata z Norfolku, Surrey a Derby; pána z Abergavenny a Swanscombe.

## První manželství
Na své sedmnácté narozeniny se Isabela v opatství Tewkesbury provdala za o dvacet let staršího Glberta z Clare, 4. hraběte z Hertfordu a 5. hraběte z Gloucesteru. Manželství bylo navzdory věkovému rozdílu extrémně šťastné a manželé spolu měli šest dětí:
- Anežka z Clare
- Amice z Clare
- Richard z Clare, 6. hrabě z Gloucesteru
- Isabela z Clare
- Vilém z Clare
- Gilbert z Clare

Isabelin manžel Gilbert se v roce 1229 připojil k výpravě do Bretaně, ale zemřel 25. října 1230 na cestě zpět do Penrose. Jeho tělo bylo převezeno přes Plymouth a Cranborne do Tewkesbury, kde bylo pohřbeno v místím opatství.

## Druhé manželství
Isabela byla třicetiletá vdova. Prokázala schopnost plodit děti a porodit zdravé syny; důkazem bylo šest malých dětí, z nichž byly tři synové. To byly s největší pravděpodobností důvody pro nabídku k sňatku od Richarda, 1. hraběte z Cornwallu, a to pět měsíců po smrti Isabelina manžela. Svatba se uskutečnila 30. března 1231 v kostele Fawley, k velké nelibosti Richardova bratra krále Jindřicha, který pro Richarda domlouval výhodnější sňatek. Isabela a Richard spolu vycházeli docela dobře, i když měl Richard pověst sukničkáře a je známo, že měl během manželství milenky. Manželé spolu měli čtyři děti, z nichž tři zemřely v kolébce:
- Jan z Cornwallu
- Isabela z Cornwallu
- Jindřich z Almainu
- Mikuláš z Cornwallu

Isabela zemřela na jaterní selhání po porodu 17. ledna 1240 ve věku 39 let na hradě Berkhamsted.
Na smrtelné posteli Isabela požádala, aby byla pohřbena vedle svého prvního manžela v opatství Tewkesbury, Richard však její poslední přání nevyslyšel a pohřbil ji i s mrtvým synkem v klášteře Beaulieu. Jako zbožné gesto však poslal její srdce ve stříbrně pozlacené rakvi do Tewkesbury.